# 丁懋建
丁懋建（1545年—？），字元敬，浙江紹興府餘姚縣人，民籍，明朝政治人物、進士出身。

## 生平
浙江鄉試第四十九名舉人，萬曆二年（1574年）登甲戌科會試第七十四名，第三甲第一百九十五名進士。历官宜兴知县、澤州知州。

## 家族
曾祖父丁仲頊；祖父丁艮；父丁椿。母王氏。具庆下。兄丁克卿（嘉靖辛卯舉人、永寧府同知、進階朝列大夫）、弟丁瑞春（隆慶庚午舉人、贡士）、世侃、世佩、世儒、世倫。